# Otsuka Shohei
Shohei Otsuka (sinh ngày 11 tháng 4 năm 1990) là một cầu thủ bóng đá người Nhật Bản.

## Sự nghiệp câu lạc bộ
Shohei Otsuka đã từng chơi cho Gamba Osaka, JEF United Chiba, Giravanz Kitakyushu và Kawasaki Frontale.